# Juan de Palomar
Juan de Palomar (15. století, přesná data neznámá) byl papežský právník a teolog v době konání basilejského koncilu. V dokumentech basilejského koncilu je označován jako „doktor dekretů, papežský kaplan, auditor kauz svatého apoštolského paláce a arcijáhen barcelonský“. Soudcem papežského soudu byl jmenován v roce 1430, byl i kaplanem papeže Evžena IV. V červenci zahajoval koncil v Basileji spolu s Janem z Dubrovníka z pověření papežského legáta Cesariniho. Na koncilu diskutoval i se členy husitského poselstva, jmenovitě s Peterem Paynem, a doprovázel české poselstvo zpět do Prahy. Tam se ještě jednou vrátil, aby uzavřel první kompaktáta (30. listopadu 1433), byl i při vyhlášení kompaktát v Jihlavě 5. července 1436. Ve sporu koncilu s papežem stál na straně Evžena IV.

## Dílo
- Dialogus inter Jacobum et Johannem
- Epistola ad concilium Basiliense missa
- Historia de initio dissidiorum inter concilium et papam
- Propositio prima principalis legatorum concilii Basiliensis ad congregationem generalem regni Bohemiae facta
- Propositio secunda oratorum concilii Basiliensis adversus aliqua aperta in responsione regni Bohemiae
- Pro temporalitate et iurisdictione ecclesiae et defensio eiusdem... Johannis...
- Quaestio cui parendum sit, an Eugenio IV, an concilio Basiliensi
- Relatio eorum quae habuit in commissis ex parte sacri concilii
- Relatio ultima actorum cum Bohemis in concilio Basiliensi
- Solutio quaestionum Iohannis de Rockycana
- Testamentum
- Tractatus de auctoritate summi pontificis
- Tractatus de compactatis cum Bohemis